# Adaline Weston Couzins
Adaline Weston Couzins (12 de agosto de 1815 - 9 de mayo de 1892) fue una funcionaria estadounidense nacida en Gran Bretaña, una sufragista y una enfermera de la Guerra Civil que trabajó para la Sociedad de Ayuda de la Unión de Damas de St. Louis . Pasó la mayor parte de su carrera como enfermera durante la Guerra Civil en barcos de hospital que atendían a soldados de la Unión y Confederados en el río Misisipi .
Adaline se mudó a San Luis, Misuri alrededor de 1823 desde Inglaterra y finalmente se casó con John Edward Decker Couzins en 1834. Adaline y John tuvieron cuatro hijos. Su hija, Phoebe Couzins, fue una de las primeras abogadas en los Estados Unidos.
El primer servicio civil de Adaline fue durante la epidemia de cólera de 1849 cuando ella y su esposo encabezaron su cuerpo de ayuda. Después de que Adaline se enteró de la Guerra Civil, comenzó a trabajar con el Dr. Charles Pope, un cirujano en St. Louis. Adaline luego se unió a la Sociedad de Ayuda de la Unión de Damas de St. Louis y fue enviada a trabajar en el campo. Mientras estaba en los barcos del hospital, trabajó con Simon Pollack, quien era el cirujano jefe de la Comisión Sanitaria del Oeste .
Mientras rescataba y cuidaba a los soldados, Adaline resultó herida dos veces. Primero fue severamente congelada en 1862 y luego golpeada por un fragmento de bala Minié en 1863 en el asedio de Vicksburg. A pesar de sus heridas, Adaline continuó con sus deberes de enfermería.
Después de la Guerra Civil, Adaline continuó con su trabajo como funcionaria. Ella fundó el Hogar Guardián Femenino de St. Louis, dirigió el Cuerpo Sanitario de Damas del Departamento Especial de Salud de St Louis e hizo campaña por el sufragio femenino . Antes de su muerte, el 27 de mayo de 1888 se le otorgó una pensión gubernamental por sus implacables servicios durante la Guerra Civil.

## Primeros años y familiar
Adaline Weston Couzins nació el 12 de agosto de 1815 en Brighton, Inglaterra . Alrededor de 1823, a la edad de ocho años, se mudó a San Luis, Misuri con sus padres. Varios años después de su mudanza a St. Louis, Adaline se casó con John Edward Decker Couzins en 1834. John Couzins comenzó su carrera como carpintero, pero más tarde se desempeñó como jefe de policía de San Luis durante la guerra civil estadounidense, y de 1884 a 1887 se desempeñó como mariscal estadounidense del distrito oriental de Misuri.  Adaline y John tuvieron cuatro hijos juntos y su hija, Phoebe Couzins, no solo fue la primera graduada de la Facultad de Derecho de la Universidad de Washington en St. Louis, sino que también fue una de las primeras abogadas en los Estados Unidos, defensora del sufragio femenino, y la primera mujer mariscal de EE .UU.

## Carrera temprana
En 1849 hubo una epidemia de cólera en San Luis, Misuri. Durante este tiempo en la historia de los EE. UU., Había pocos hospitales establecidos y no había suficientes enfermeras para manejar una epidemia como esta. Eso dejó la responsabilidad de cuidar a los enfermos a familiares y voluntarios.
Adaline y John fueron dos de esos voluntarios, y encabezaron el cuerpo de socorro para esta epidemia y trabajaron incansablemente para curar a los enfermos para que recuperen la salud. Este fue solo el primer peldaño de la larga carrera de enfermería y el servicio civil de Adaline.

## Carrera de enfermería en la guerra civil
En abril de 1861, poco después del comienzo de la guerra civil estadounidense, Adaline se ofreció como voluntaria para trabajar con el Dr. Charles Pope, un cirujano en St. Louis. Juntos, con otros voluntarios, transportaron a soldados heridos desde los trenes hasta el Hospital New House of Refuge, donde Adaline ayudó a lavar y vendar las heridas de los soldados.
Para continuar sus esfuerzos en la guerra, Adaline se unió a la Sociedad de Ayuda Sindical de Damas (LUAS) de St. Louis. Adaline trabajó en estrecha colaboración con la presidenta de la sociedad, Anna L. Clapp . Realizó muchas misiones para servir y salvar soldados mientras trabajaba con LUAS. Adaline fue enviada a menudo a los campos de batalla para inspeccionar sus condiciones e informar el número de víctimas, poniéndose en gran peligro. Sin embargo, sus esfuerzos de voluntariado no se limitaron a su tiempo en los campos de batalla, ya que comenzó a trabajar en barcos hospitalarios con el doctor Simon Pollack, el cirujano jefe de la Comisión Sanitaria Occidental, al final de la guerra civil estadounidense. Estas naves recorrieron todo el río Misisipi, lo que le permitió atender a muchos soldados en batalla.
Adaline fue elogiada por los médicos a los que sirvió durante este tiempo por su trabajo duro y desinteresado. Aunque era una trabajadora confiable y constante, desafortunadamente no era pagada por su trabajo. Adaline a menudo incluso pagaba sus propios gastos de viaje para poder proporcionarle los servicios que tanto necesitaba a los soldados estadounidenses.

### Lesiones durante la guerra
En el invierno de 1862, Adaline sufrió su primera lesión grave mientras trabajaba como enfermera de la Guerra Civil. Sufrió una grave congelación después de que ella y otro miembro de LUAS, Arethusa L. Forbes, salieron a inspeccionar la condición de un campo de batalla e informar el número de víctimas. Debido a sus esfuerzos, se enviaron autos hospitalarios para salvar a los soldados que resultaron heridos pero aún con vida. Mientras Adaline se recuperó de la congelación, Arethusa no lo hizo, y no pudo ser voluntario en dichos servicios en el futuro.
Mientras trabajaba en un buque hospital en 1863, Adaline resultó nuevamente herida. El barco en el que viajaba se había detenido en Vicksburg, Misisipi, para reunir soldados heridos para llevarlos de regreso a St. Louis, y mientras ella estaba allí, Adaline fue golpeada en la rodilla por una bala Minié. Aunque su lesión no le impidió continuar sus servicios como enfermera, sí le causó problemas más adelante en la vida.

## Contribuciones posteriores a la guerra civil
Incluso después de que terminó la guerra civil estadounidense, Adaline no pudo detener su carrera como funcionaria. Ella fundó el Hogar Guardián Femenino de St. Louis y dirigió el Cuerpo Sanitario de Damas del Departamento Especial de Salud de St. Louis, donde pudo continuar sus servicios como enfermera. Adaline también participó en campañas por el sufragio femenino y abogó por los derechos de las mujeres.

## Vida posterior

### Pensión del gobierno
Muchas personas apreciaron el servicio de Adaline durante la Guerra Civil Americana y reconocieron la necesidad de compensarla por su trabajo. Tanto su hija Phoebe Couzins como el senador de Míchigan Thomas W. Paler solicitaron a Adaline que recibiera una pensión por su servicio en la guerra. Durante el debate sobre su pensión en la Cámara de Representantes del Congreso, el O'Neill dijo que merecía la pensión porque había hecho más "por los soldados sufridos, enfermos y heridos, tanto confederados como federales, que cualquier otra mujer". Después de debatir la cantidad de dinero que recibiría,  Congreso reconoció sus contribuciones en 1888. El proyecto de ley, proyecto de ley núm. 2356, se aprobó el 1 de octubre de 1888 otorgando a Adaline Weston Couzins una pensión gubernamental de 30 dólares por mes.

### Días finales
Todo el trabajo que hizo Adaline Weston Couzins fue muy apreciado y reconocido por muchos. Murió a la edad de setenta y seis años en San Luis, Misuri, el 9 de mayo de 1892 y está enterrada en el cementerio de Bellefontaine en St. Louis. 